# Cappella di San Anania
La Cappella di San Anania è un edificio religioso situato a Damasco.
La cappella si trova in una cripta di due stanze, situata circa quattro metri sotto l'attuale livello stradale, raggiungibile, scendendo una scala di ventitré gradini, dal cortile di una casa che la tradizione attribuisce a Anania, il martire cristiano che fece recuperare la vista a San Paolo, lo battezzò e lo aiutò a nascondersi e a lasciare Damasco, dopo che Paolo, con le sue prediche aveva attirato su di sé l'odio degli ebrei che ne avevano organizzato l'uccisione.
In effetti si tratta di un'abside di una basilica bizantina del V-VI secolo, citata più volte dalle fonti storiche arabe come al-Mussalabeh (della Santa Croce), portata alla luce dagli scavi effettuati dal conte, Eustache de Lorey. Ulteriori indagini hanno portato alla scoperta di un altare pagano del II secolo d.C., dedicato alla divinità semitica di Baalshamin (il signore del cielo), costruito, durante il regno di Adriano, al posto della casa di Anania, per allontanare i Cristiani che ne avevano fatto un luogo di pellegrinaggio.
La cappella si trova vicino alla porta della vecchia cinta muraria della città di Damasco, detta Bab Sharqi, non molto lontano da quella detta Bab Keisan, il luogo attraverso il quale, secondo la tradizione, San Paolo fuggì da Damasco, nascosto in una cesta e nottetempo, calato fuori della città da una finestra della porta stessa, sfuggendo così alla cattura. ovvi vi sorge la Cappella di San Paolo di Damasco

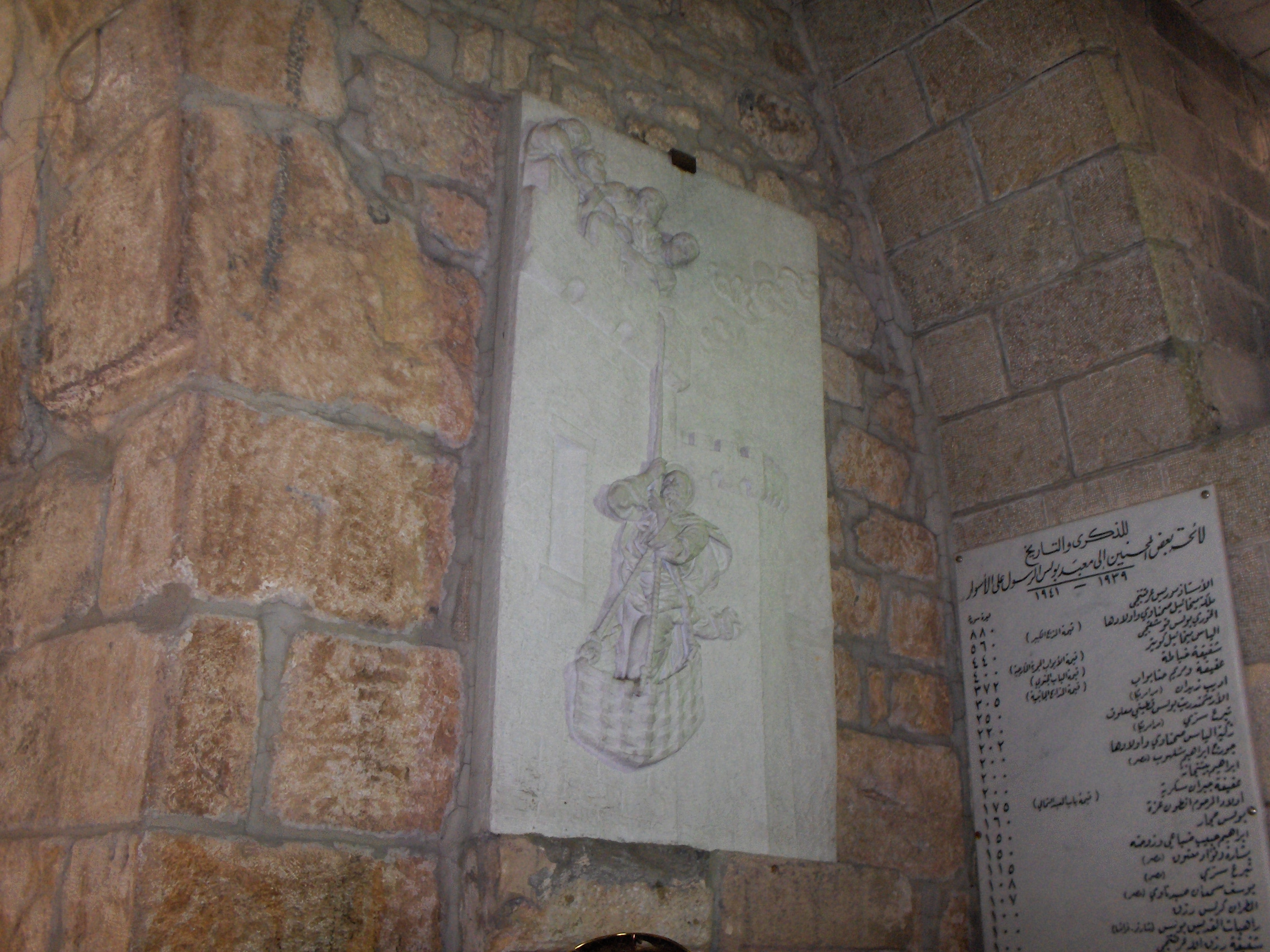
Bassorilievo di Paolo che viene calato dalla porta, detta Bab Keisan, in una cesta (Cappella di San Paolo di Damasco)

Dopo la conquista araba di Damasco, nel 636, la chiesa venne confiscata e in parte abbattuta dalle autorità musulmane, ma, dopo alcune decine di anni, all'inizio dell'VIII secolo il califfo omayyade al-Walīd I ibn ʿAbd al-Malik, la restituì alla comunità cristiana per compensarla dell'espropriazione della cattedrale di San Giovanni Battista, su cui fu costruita la grande Moschea degli Omayyadi.
Alla fine del XII secolo, Salah al.Din la ritrasformò in moschea e solo, nel 1820, fu restituita all'Ordine dei Frati Minori della Custodia di Terra Santa.
Nel 1860, la chiesa fu rasa al suolo, durante la rivolta anticristiana e antiebrea dei Drusi.
La cappella fu ricostruita, nel 1867, e ristrutturata nelle forme attuali, nel 1973.

## Galleria d'immagini

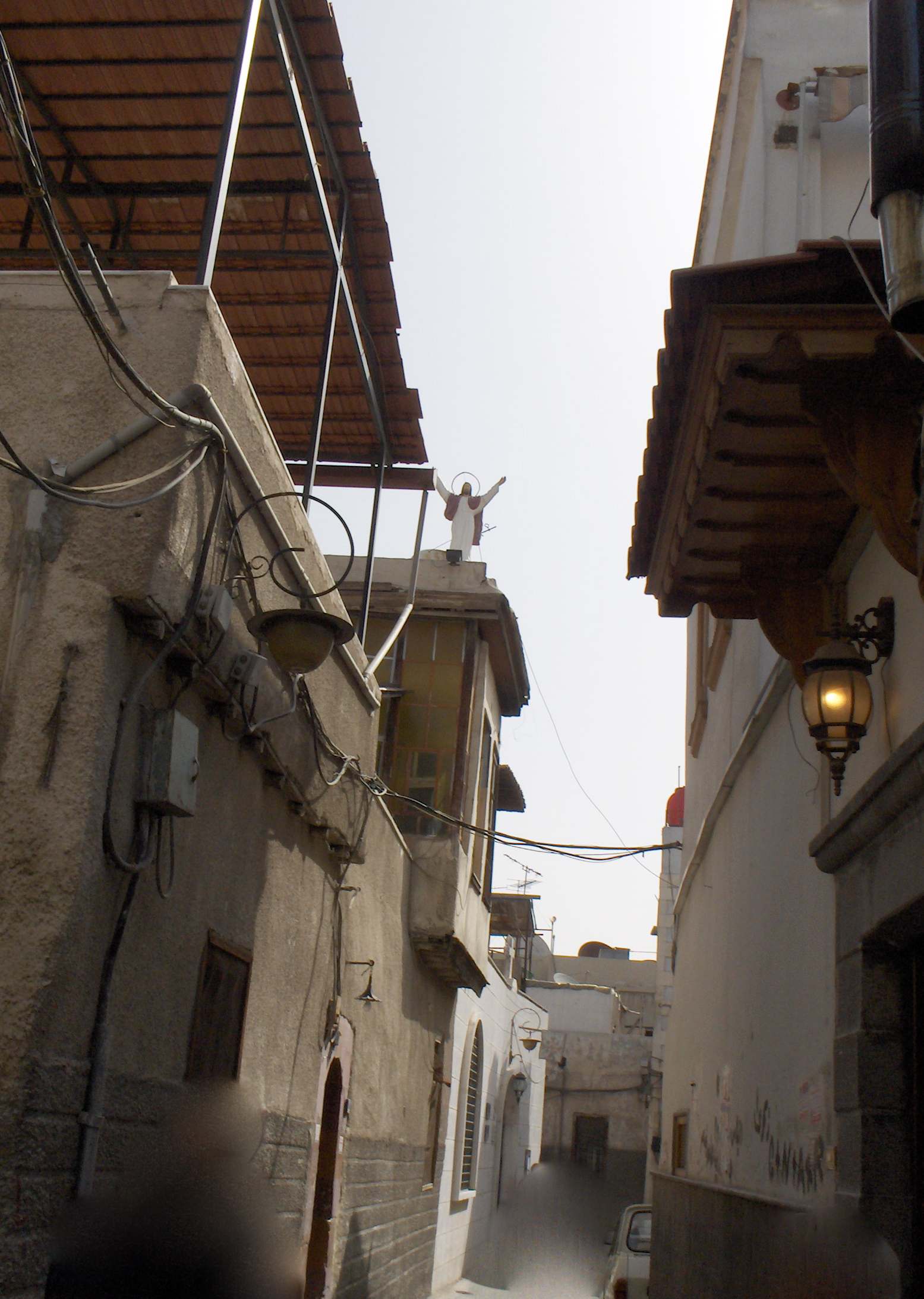
Vicolo che conduce alla Cappella
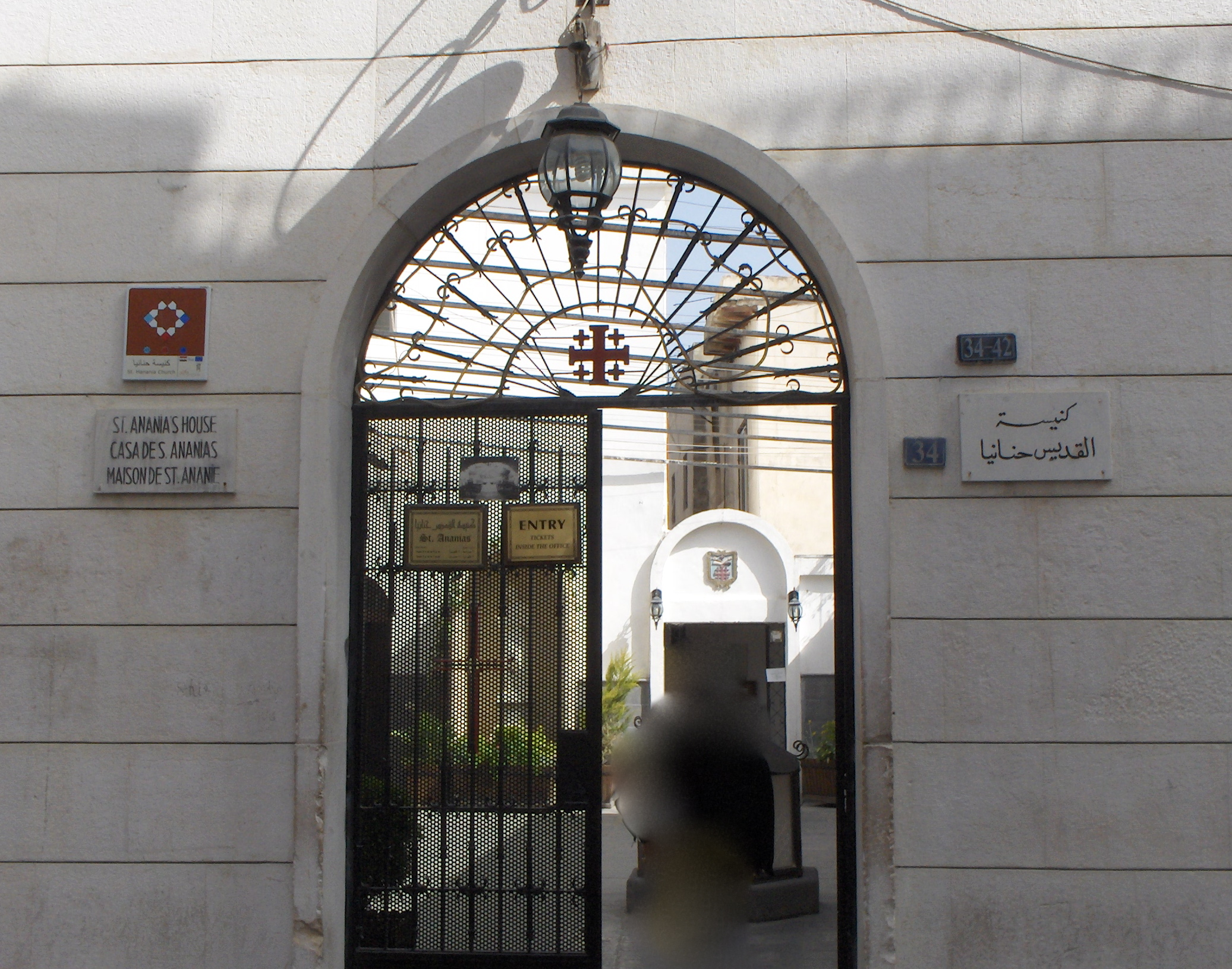
Ingresso al cortile della casa di Anania
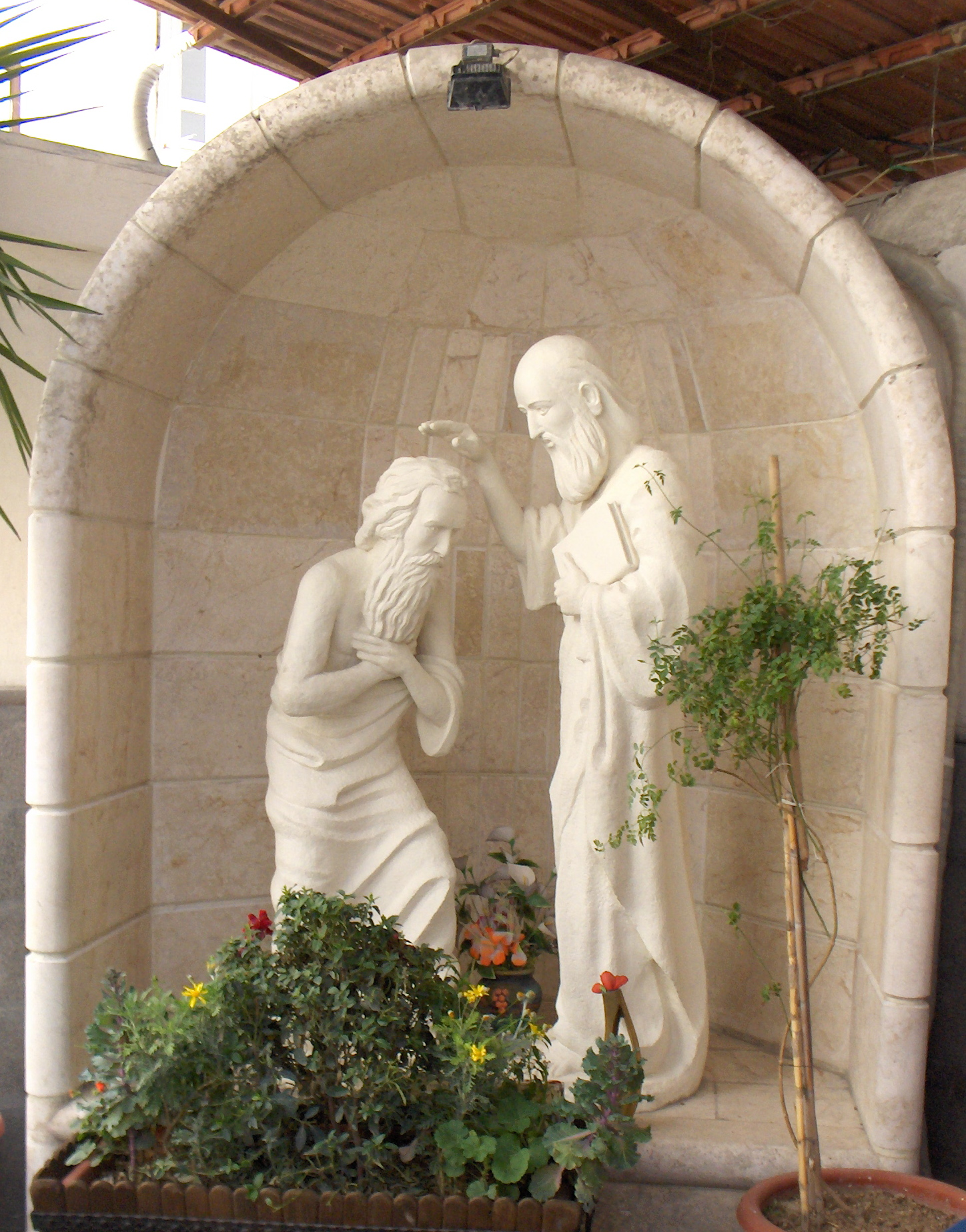
Statua del battesimo di San Paolo da parte di San Anania, nel cortile della casa di Anania
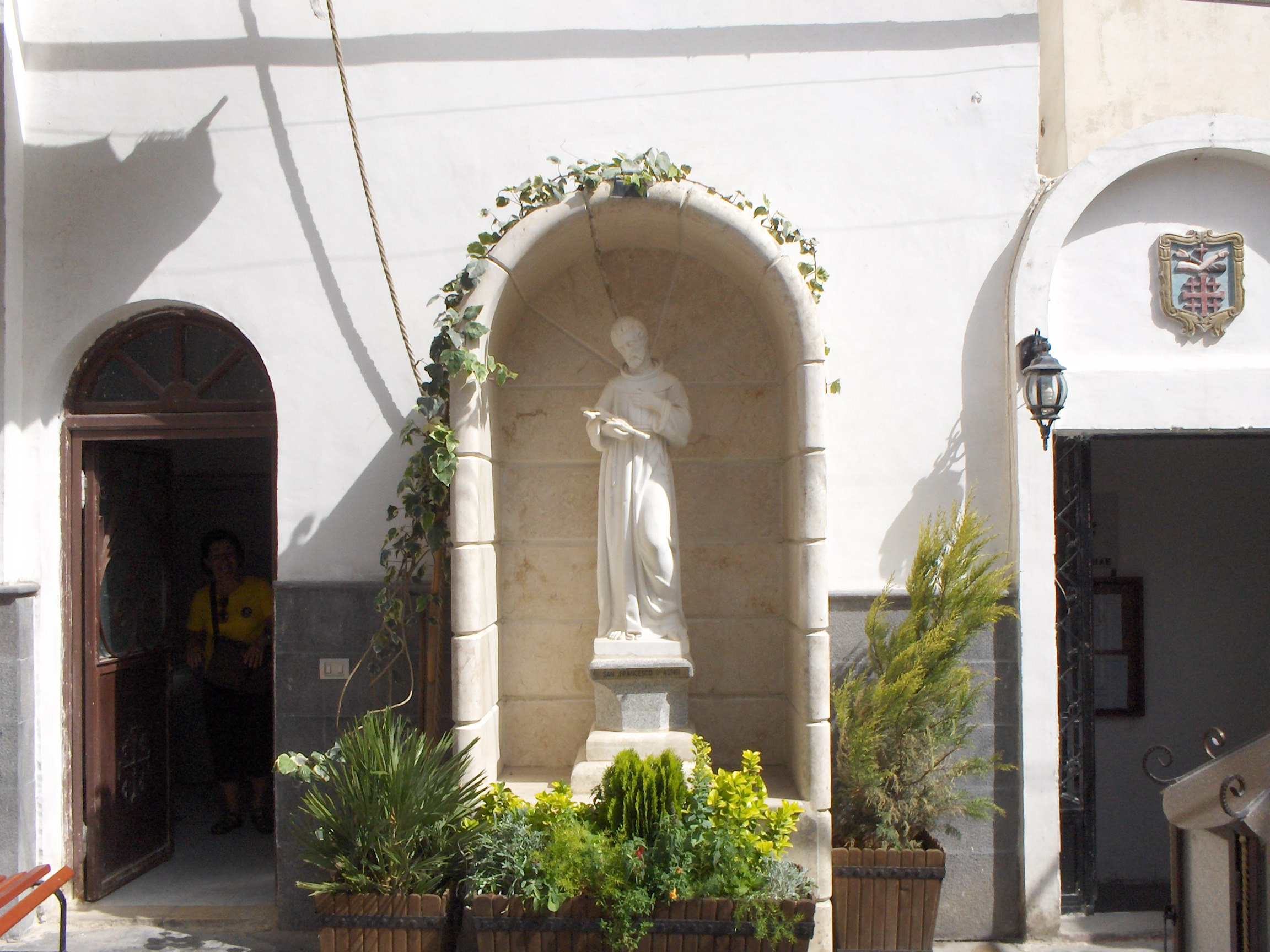
Statua di San Francesco, nel cortile della casa di Anania. Sulla destra l'ingresso alla scala che conduce alla Cappella